# Mykyta Sjevtsjenko
Mykyta Sjevtsjenko (Horlivka, 26 januari 1993) is een Oekraïens voetballer die als doelman speelt.

## Clubcarrière
Sjevtsjenko begon bij Sjachtar Donetsk waar hij sinds 2009 deel uitmaakt van de selectie van het eerste team. Hij debuteerde niet en deed dat ook niet op huurbasis bij Illitsjivets Marioepol in het seizoen 2011/12. Van 2013 tot 2016 werd Sjevtsjenko verhuurd aan Zorja Loehansk waar hij een basisplaats wist te krijgen. In 2016 keerde hij terug bij Sjachtar, wederom als reservedoelman. Hij debuteerde uiteindelijk voor Sjachtar maar werd in 2018 verhuurd aan Karpaty Lviv. Hierna maakte hij de overstap naar Zorja Loehansk.

## Interlandcarrière
Hij speelde in verschillende vertegenwoordigende jeugdselecties. Sjevtsjenko maakte als derde doelman deel uit van de Oekraïense selectie op het Europees kampioenschap voetbal 2016. Hij debuteerde nog niet voor het Oekraïens voetbalelftal.